# خوان أندريو
خوان أندريو (بالإسبانية: Juan Andreu) مواليد 20 يناير 1985 في إشبيلية، هو لاعب كرة يد إسباني يلعب كمحور. مثل منتخب إسبانيا لكرة اليد. حقق المركز الثالث في بطولة أوروبا لكرة اليد للرجال 2014.

## سجل المنافسة
شارك في البطولات التالية:
- بطولة العالم لكرة اليد للرجال 2015
- بطولة أوروبا لكرة اليد للرجال 2014

## الميداليات
| الميدالية | المسابقة                           |
| --------- | ---------------------------------- |
| برونزية   | بطولة أوروبا لكرة اليد للرجال 2014 |

## روابط خارجية
- خوان أندريو على موقع الاتحاد الأوروبي لكرة اليد (الإنجليزية)
- خوان أندريو على موقع الاتحاد الفرنسي لكرة اليد (الفرنسية)